# Francisco Méndez Aspe
Francisco Méndez Aspe (Madrid, 1901 - ?, ?) va ser un economista i polític espanyol, membre d'Izquierda Republicana, ministre d'Hisenda i Economia de la República Espanyola durant el segon govern de Negrín, a qui seguí en l'exili (5 d'abril de 1938 - 17 d'agost de 1945).

## Biografia
Va ocupar diversos llocs en l'administració de l'Estat dins del Ministeri d'Hisenda durant la Segona República. El 1932 era cap d'administració del Cos Pericial de Comptabilitat de l'Estat, sent nomenat aquest any delegat de la Intervenció General de l'Administració de l'Estat en el Consell per a l'Explotació del Patrimoni de la República. Després de les eleccions de febrer de 1936, va ser nomenat Director General del Timbre, Llumins i Explosius i representant de l'Estat en la Companyia Arrendatària de Tabacs. Amb l'arribada al Ministeri d'Hisenda d'Enrique Ramos y Ramos al primer govern de Santiago Casares Quiroga, Aspe va ser nomenat Sots-secretari d'Hisenda (19 de maig de 1936), càrrec que va continuar ocupant al govern José Giral amb Ramos de ministre, ja començada la Guerra Civil. El 16 de juny va ser nomenat també conseller de la CAMPSA. Amb l'arribada al ministeri de Juan Negrín al primer govern de Largo Caballero, Méndez Aspe va ser nomenat Director General del Tresor i Assegurances (16 de setembre de 1936), per tornar a la Subsecretaria del Ministeri d'Hisenda al maig de 1937, després de l'arribada de Negrín a la presidència del Consell de Ministres després dels fets de maig de 1937. Una de les raons inicials de Negrín per mantenir Méndez Aspe dins del seu equip de confiança va ser garantir un contacte estret amb els líders d'Izquierda Republicana, Azaña i Giral (molt més tard, recentment acabada la Guerra i trencades les relacions entre Azaña i Negrín, Azaña descriuria Méndez Aspe en la seva correspondència amb Carlos Esplá Rizo com "l'expressió típica del negrinisme subaltern i domèstic".
Des del començament de la Guerra Civil, Méndez Aspe va estar involucrat en les operacions de venda de les reserves d'or del Banc d'Espanya (BdE) per reunir armes i municions per a la defensa de la República. Ja al juliol de 1936 va acompanyar al Ministre d'Hisenda, Enrique Ramos, a París, per fer les gestions necessàries per a la venda de la primera partida d'or. Després de l'arribada de Negrín al Ministeri d'Hisenda, i al costat de Jerónimo Bugeda Muñoz, sotssecretari d'Hisenda, es va encarregar de redactar els decrets que Negrín presentaria al president de la República, Manuel Azaña, permetent al govern, en temps de guerra, apropiar-se de béns privats i controlar la banca privada. Com a Director General del Tresor, Méndez Aspe va establir, juntament amb el mateix Negrín i Amaro del Rosal Díaz, el pla per al trasllat de les reserves restants des de la seu del Banc d'Espanya a Madrid a Cartagena al setembre de 1936 (el que seria conegut com a "Or de Moscou"), dirigint l'operació de trasllat i el seu embarcament cap a la Unió Soviètica. En aplicació dels decrets del 3 i el 10 d'octubre de 1936 (que exigien el lliurament de l'or, divises i valors estrangers "a tota persona, individual o col·lectiva", en un termini de set dies), es va encarregar de la confiscació d'una quantitat indeterminada de béns privats dipositats en caixes de seguretat al BdE el 6 de novembre de 1936, abans de la fugida del govern de Madrid a València, i del seu trasllat a València. El contingut de les caixes de seguretat va quedar en mans de la Caixa General de Reparacions i no va ser traslladat a València fins a principis de desembre.
Fou nomenat Ministre d'Hisenda el 5 d'abril de 1938, quan la dimissió d'Indalecio Prieto va forçar una crisi de govern, obligant Negrín a fer-se càrrec a més de la cartera de Defensa. Amic i home de la màxima confiança de Negrín, encara que aquest li va cedir la cartera d'Hisenda, va ser Negrín qui realment va seguir portant la direcció del departament.
Al maig de 1938, Méndez Aspe va crear una comissió especial d'Hisenda en l'ambaixada d'Espanya a París, presidida per l'ambaixador, Marcelino Pascua. Al febrer de 1939, els recursos reunits per la comissió (empreses creades per al subministrament a la República, béns confiscats per la Caixa General de Reparacions, partides adquirides anteriorment, recursos de la Comissió de Compres d'Armament, i uns altres de diversa procedència) van començar a vendre's i a transferir-se a persones de confiança de Negrín, davant el temor que el reconeixement del govern franquista per part de França permetés al govern de Burgos controlar-los. Entre els dipositaris dels diners es trobaven el mateix Méndez Aspe i la seva secretària i companya, Pilar Lubián. El propòsit era constituir un fons de reserva per "fer front l'avenir i les despeses emigració". Es tractava de vuit milions de dòlars de l'època.
Els béns no realitzables (taxats per Negrín en uns 40 milions de dòlars de l'època) van ser embarcats en el Vita el mateix dia del reconeixement de Franco per part del Regne Unit i França. Va ser de Méndez Aspe la idea de traslladar-los a Mèxic. La seva venda durant la Guerra Mundial va donar entre vuit i deu milions de dòlars. Negrín va tenir menys de deu milions de dòlars per a les necessitats dels refugiats a França, enviar subministraments a la zona Centre al febrer i març i contractar bucs per a l'evacuació. El propòsit de Negrín respecte al Vita era reservar-lo per a la restauració de les futures institucions republicanes ("desitgem que no es toquin i que quedin reservats per a quan tornem a Espanya").
Méndez Aspe va ser el responsable de convèncer Negrín que seguís actuant com a cap del govern republicà, desconeixent la resolució de la Diputació Permanent de les Corts (6 de març), i recuperar fons per a l'ajuda als refugiats i les futures institucions espanyoles.
Després de la fi de la Guerra, Negrín va crear el Servei d'Evacuació de Refugiats Espanyols (SERE) amb la finalitat d'auxiliar als refugiats i noliejar bucs amb rumb a Amèrica. Méndez Aspe va ser l'home fort dins del SERE, a causa del seu control de les "finances" de l'exili A causa d'això els càrrecs de president, que ocupava Pablo de Azcárate y Flórez, i fins a cert punt del director, ocupat per Bibiano Fernández Osorio Tafall, eren superflus, raó per la qual Azcárate, que ja havia presentat per primera vegada la seva dimissió en constituir-se la JARE, i Osorio y Tafall van presentar la seva dimissió a l'octubre de 1939. El càrrec de president es va suprimir. En el cas d'Osorio y Tafall la seva dimissió va tenir també dimensió política de diferències amb Negrín, ja que no va tornar a participar en activitats polítiques. Però no en el cas d'Azcárate. Méndez Aspe es va encarregar de la reorganització del servei.
Com a part de les activitats empreses pel SERE, al maig de 1939, Méndez Aspe i Negrín es trobaven a Mèxic per rebre al primer embarcament col·lectiu finançat pel SERE i esclarir l'estat dels béns existents en aquest país. Entre setembre i octubre, tant Azcarate com Aspe van ser confinats per les autoritats franceses (Asp a Òlt i Garona), prova de la bel·ligerància del Ministeri de Justícia francès contra el SERE, a causa de les pressions franquistes i a l'afany anticomunista del govern francès en guerra. Per això, es va imposar l'opció de liquidació del SERE a França. La policia francesa va intervenir les oficines del SERE i els domicilis particulars dels seus directius. Méndez Aspe encara va ser citat per la policia francesa al maig. Pilar Lubián Clemente, secretària i companya de Méndez Aspe, va seguir, juntament amb Mariano Ansó, les operacions del SERE a Marsella després de la capitulació francesa al juny de 1940. A petició de les autoritats espanyoles, va sofrir persecució, va estar a punt de ser extradida, i finalment fou detinguda a Marsella pels alemanys i deportada al camp de concentració de Ravensbrück el 1944.
Poc abans de l'armistici, el 8 de juny, Aspe va fugir de França al Regne Unit, des del port de Bordeus, en companyia de Negrín i altres membres del seu cercle, així com d'altres dirigents republicans ajudats per Negrín, com Casares Quiroga. En el Regne Unit, Méndez Aspe va participar en les activitats de l'Hogar Español, un centre d'activitats de l'exili espanyol a Londres creat i finançat per Negrín, en el butlletí del qual, Españoles va publicar alguns articles. Va romandre vinculat a l'Hogar Español fins a 1942, quan els negrinistes el van abandonar, en haver caigut sota el control dels comunistes espanyols. Va ser també un dels promotors, juntament amb Casares Quiroga, de la Coalició Republicana Espanyola, organització de l'exili creada al Regne Unit el 1942 que defensava la República espanyola i les seves institucions, sense abandonar la seva col·laboració amb Negrín.
Va cessar com a Ministre d'Hisenda en la reunió de les Corts republicanes a Mèxic en les quals Negrín va presentar la seva renúncia com a president del Consell. El novembre de 1945, el govern Giral reclamà del SERE i de la JARE la rendició de comptes sobre el finançament de l'exili després de la fi de la guerra civil. Negrín s'hi va negar, adduint que es tractava d'un procediment irregular (en tot cas hauria de retre comptes al Parlament i no al Govern) i que no podria fer-ho fins que es conegués amb exactitud els fons sostrets al seu control per la Diputació Permanent i per la JARE. Méndez Aspe es va negar a donar comptes de la seva gestió i informar al nou govern en l'exili de la localització i destinació dels béns confiscats sense permís de Negrín. El seu acompliment al capdavant del Ministeri d'Hisenda va ser qualificat, com el de Negrín, com a "opac".
Després de la seva estada al Regne Unit va passar a Hispanoamèrica.